# Abraham Elie Maizes
Abraham Elie Maizes (né à Sloutsk, aujourd'hui en Biélorussie, en 1902 et mort à Jérusalem en 1962) est un rabbin orthodoxe non consistorial et directeur académique français originaire de l'Empire russe du XXe siècle.

## Éléments biographiques
Dans son autobiographie parue en 1978, Ruth Blaudonne les informations suivantes :
"Rav Maizes était né à Slutzk (Sloutsk) en Biélorussie en 1902. Ses parents dont la seule ambition était d'envoyer leurs nombreux enfants à la yechiva, quittèrent ce monde alors qu'il avait vingt ans. Il poursuivit l'étude de la Torah en dépit de son immense pauvreté, devint un savant et, relativement jeune, prit la tête de la yechiva de Slutzk après le départ pour Jérusalem du fameux Rav Isser Zalman Meltzer.
L'époque stalinienne fut très dure pour les juifs de Russie. Pendant ces années le gouvernement fit tout en son pouvoir pour déraciner les juifs du judaïsme. Les yechivoth furent fermées ainsi que les bains rituels. Les rabbins qui luttèrent pour maintenir l'étude sacrée le firent au péril de leur vie. Rav Maizes fut l'un d'entre eux, le plus obstiné de tous. Il fut finalement arrêté. On l'interrogea jour et nuit. On le plongea dans un égout et il passa des heures dans l'eau fétide jusqu'au cou. On ne lui épargna aucune torture. Mais on ne réussit pas à le briser. Les tortionnaires se lassèrent plus vite de torturer que Rav Maizes de souffrir. Il fut finalement jugé et condamné à six ans et demi d'emprisonnement. En prison il continua malgré tout à observer la Torah. C'était trop. Cette fois, il fut banni pour la vie et déporté en Sibérie. Ce qu'il endura là-bas, expliqua-t-il un jour à un autre rabbin, il le réservait comme plaidoyer devant l'Éternel, lorsqu'après sa mort, le Juge Céleste pèserait ses fautes et ses bonnes actions.
À travers des épreuves qui dépassent l'imaginable il demeura fidèle à Dieu et à Sa Torah. Il resta humain malgré la faim, les privations et les sévices. Par son comportement il finit par gagner la confiance et l'estime de ses geôliers, des gens simples que les hasards de l'histoire avaient transformés en garde-chiourme. Petit à petit leur attitude changea vis-à-vis de lui et ils cessèrent de le traiter avec cruauté. Mais les nouvelles se répandent vite. Le quartier général émit l'ordre de le transférer dans un autre camp. Il était assis dans le train qui allait l'emmener quand il se leva calmement et s'avança pour ouvrir la porte donnant sur la voie. Un train était à l'arrêt à côté du sien, il y monta sans hâte et cela sous les yeux de ses gardes. Ce n'est pas un hasard ni vraiment un miracle si tous les gardes firent mine de regarder ailleurs. Le train partit en sens inverse, emmenant Rav Maizes vers Moscou."

## Portrait
Un portrait de Maizes est brossé par Ruth Blau (1978):
"Principal de la yechiva de Bailly, non loin de Versailles, Rav Maizes avait alors cinquante ans [en 1952]. Lorsque j'entrai dans la pièce où il étudiait, l'homme qui m'accueillit en paraissait quatre-vingt. Bientôt, j'allais apprendre ce qui avait si cruellement marqué le corps et le visage de cet homme éminent. Plutôt petit de taille, trapu. Un front large et bombé. Un nez busqué. De grands yeux bleus irradiant bonté et sympathie. Une grande barbe blanche encadrant un visage sans rides à la peau fine, lisse, brillante même. Des mains courtes et fines. Quand je le vis pour la première fois, j'eus l'impression d'être transportée dans l'espace et le temps. Je n'étais plus à trente kilomètres de Paris. Dans cette pièce, blanchie à la chaux, sommairement meublée et faiblement éclairée, j'étais en Russie au temps des tsars, dans un village perdu dans la plaine. Devant moi recommençait l'éternelle histoire de l'amour entre le peuple juif et la Torah. C'était, comme à Mea Shearim, le même dénuement de gens qui n'attachent aucune importance à l'apparence. Pour qui le rôle des objets n'est que fonctionnel. Pour qui la vraie beauté est intérieure et spirituelle. Personne, jusqu'à ce jour, ne m'avait inspiré instantanément une telle confiance, un tel respect."